# Drepanosticta forficula
Drepanosticta forficula – gatunek ważki z rodziny Platystictidae.